# LSV Pütnitz
LSV Pütnitz (celým názvem: Luftwaffen-Sportverein Pütnitz) byl německý vojenský sportovní klub, který sídlil v pomořanském městě Ribnitz-Damgarten. Založen byl v roce 1936, zanikl v roce 1944. Klub patřil pod letecké jednotky Luftwaffe. Klubové barvy byly červená a bílá.
Své domácí zápasy odehrával na stadionu Damgarten.

## Historické názvy
Zdroj: 
- 1936 – LSV Pütnitz (Luftwaffen-Sportverein Pütnitz)
- 1944 – zánik

## Získané trofeje
- Gauliga Pommern ( 2× )
  - 1941/42, 1942/43

## Umístění v jednotlivých sezonách
Stručný přehled
Zdroj: 
- 1938–1939: Gauliga Pommern
- 1940–1944: Gauliga Pommern West

Jednotlivé ročníky
Zdroj: 
Legenda: Z - zápasy, V - výhry, R - remízy, P - porážky, VG - vstřelené góly, OG - obdržené góly, +/- - rozdíl skóre, B - body, červené podbarvení - sestup, zelené podbarvení - postup, fialové podbarvení - reorganizace, změna skupiny či soutěže
| Velkoněmecká říše (1938 – 1944) |                      |        |    |    |   |    |    |    |     |    |        |
| Sezóny                          | Liga                 | Úroveň | Z  | V  | R | P  | VG | OG | +/- | B  | Pozice |
| 1938/39                         | Gauliga Pommern      | 1      | 18 | 6  | 2 | 10 | 32 | 40 | -8  | 14 | 7.     |
| ...                             |                      |        |    |    |   |    |    |    |     |    |        |
| 1940/41                         | Gauliga Pommern West | 1      | 14 | 10 | 1 | 3  | 61 | 25 | +36 | 21 | 2.     |
| 1941/42                         | Gauliga Pommern West | 1      | 9  | 9  | 0 | 0  | 53 | 12 | +41 | 18 | 1.     |
| 1942/43                         | Gauliga Pommern West | 1      | 10 | 10 | 0 | 0  | 60 | 11 | +49 | 20 | 1.     |
| 1943/44                         | Gauliga Pommern West | 1      | 10 | 10 | 0 | 0  | 43 | 5  | +38 | 20 | 1.     |

Poznámky:
- 1941/42: Pütnitz (vítěz sk. West) ve finále vyhrál nad Viktorií Stolp (vítěz sk. Ost) celkovým poměrem 6:1 (1. zápas – 6:1, 2. zápas – neodehrán).
- 1942/43: Pütnitz (vítěz sk. West) ve finále vyhrál nad Kamp-Köslinem (vítěz sk. Ost) celkovým poměrem 4:2 (1. zápas – 1:1, 2. zápas – 3:1).
- 1943/44: Pütnitz (vítěz sk. West) ve finále prohrál s Groß Bornem (vítěz sk. Ost) celkovým poměrem 1:4 (1. zápas – 1:1, 2. zápas – 0:3).